# Дембина (Велюньский повет)
Дембина (пол. Dębina) — село в Польше, в гмине Осьякув Велюнского повета Лодзинского воеводства. Население — 159 человек (2011).
В 1975—1998 годах село принадлежало к Серадзского воеводства.

## Население
Демографическая структура по состоянию на 31 марта 2011 года:
|         | Всего | До трудоспособного возраста | Трудоспособного возраста | Старше трудоспособного возраста |
| ------- | ----- | --------------------------- | ------------------------ | ------------------------------- |
| Мужчины | 81    | 24                          | 46                       | 11                              |
| Женщины | 78    | 19                          | 38                       | 21                              |
| Всего   | 159   | 43                          | 84                       | 32                              |

## Климат
Климат умеренный, мягкая зима и тёплое лето. Средняя температура в январе от −1 °C до −5 °C, в июле от +17 °C до +19 °C. Осадков 500—800 мм.